# Niki Wuchinger
Nikolaus „Niki“ Wuchinger (auch Nicky Wuchinger, * 23. Juli 1923 im rumänischen Banat; † 21. Juni 2020 in Zell am See) war ein österreichischer Musiker.

## Leben
Niki Wuchinger wurde von der Wehrmacht eingezogen und war zunächst in Russland stationiert, wo er durch geschicktes Dolmetschen zwölf Juden vor dem sicheren Tod bewahrte. Dann spielte er in Prag als Trompeter bei der Truppenbetreuung. Dort lernte er seine spätere Gattin, Lucia, kennen. Nach der Heirat schlugen sich die beiden zu Fuß nach Linz durch. Dort setzten ihn die Amerikaner für Wochenend-Shows in ihren Jazzclubs ein. 1951 kam er nach Saalfelden. Auch hier spielte er in der Kaserne für die US-Offiziere, ab 1953 auch im Flamingo-Club. Später ging Wuchinger auf Wintersaison, etwa nach Zürs am Arlberg. Im Sommer trat er stets im Grandhotel in Zell am See auf. Wuchinger spielte mit Fatty George, Oscar Klein und Joe Zawinul. In München traf er mit Max Greger zusammen.
In Kinokomödien Anfang der 1970er Jahre wie „Hochwürden drückt ein Auge zu“ und „Immer Ärger mit Hochwürden“ mit Peter Weck, Georg Thomalla, Eddi Arent, Otto Schenk und Theo Lingen trat Wuchinger als Musiker auf.
Vier der fünf Kinder Wuchingers wurden Musiker; jahrelang tourte er mit seiner Familie als „Niki’s Albatros“ durch Europa. Seine Tochter Gilla arbeitet unter anderem mit dem Produzenten Frank Farian zusammen.
Wuchinger war als Musiker in verschiedenen Formationen (Latin, Swing, Dixieland) tätig, etwa bei den Flamingos, und auch bei den „Dogstone Dixie Six“ eine fixe Größe. Im September 2008 veröffentlichte er gemeinsam mit Harry Baierl das Album „StandArts“. Er starb am 21. Juni 2020, einen Monat vor seinem 97. Geburtstag.